# Mont (Vielha e Mijaran)
Mont (pronunciat Mún) és un petit nucli urbà situat a 1.235 metres sobre el nivell del mar, que pertany al municipi de Vielha e Mijaran (Vall d'Aran) i és pedania de l'entitat municipal descentralitzada d'Aubèrt e Betlan. El poble de Mont, agregat a l'antic terme de Betlan en 1847, està a 1.235 m d'altitud, als vessants de la muntanya d'es Cròdos, enlairat a la dreta de la Garona. El seu petit nucli (76 h el 2019) té una mica apartada la seva església parroquial de Sant Llorenç d'origen romànic. És un conjunt que forma part de l'Inventari del Patrimoni Arquitectònic de Catalunya.

## Descripció

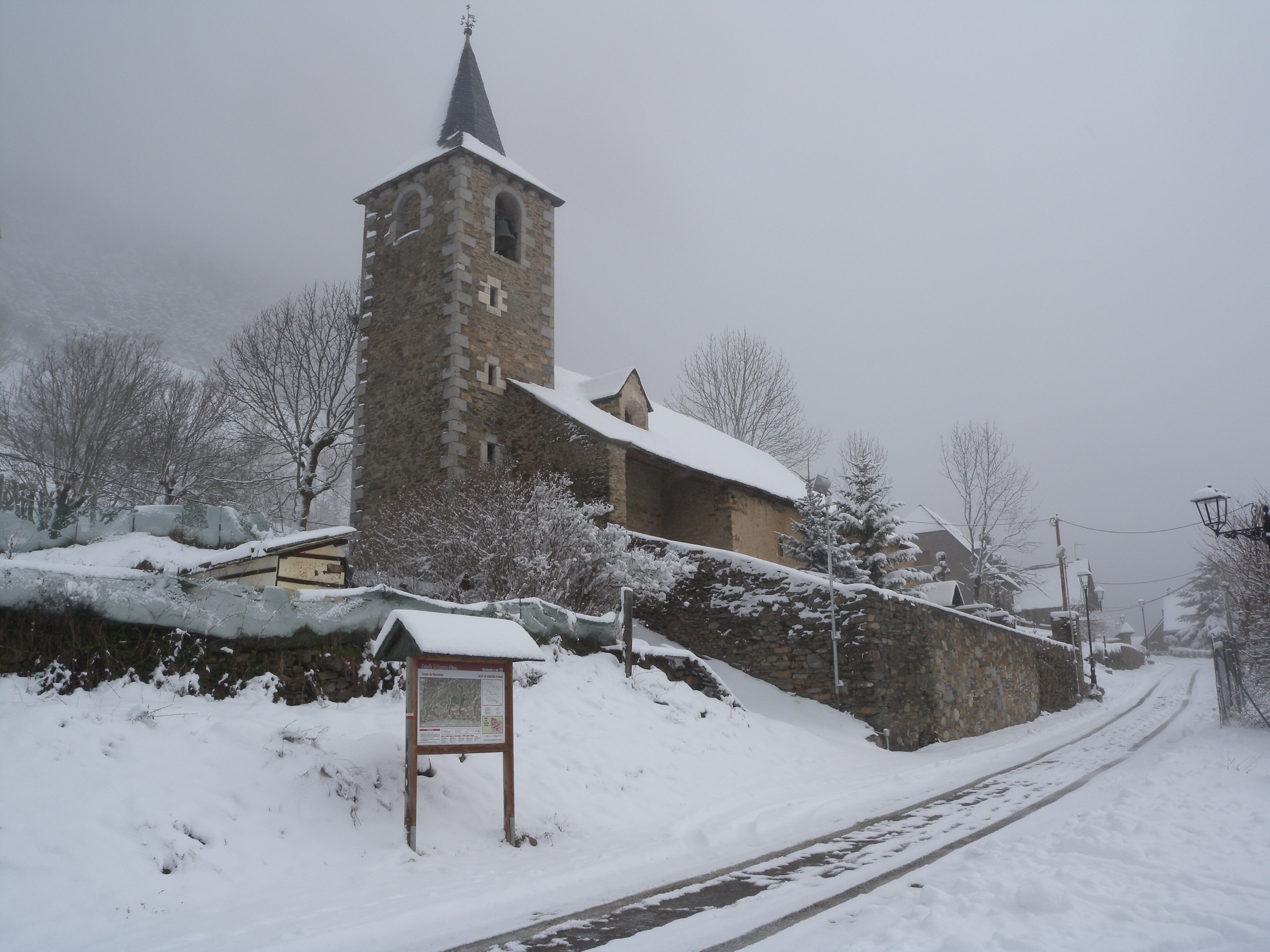
Església de Sant Pau o Sant Llorenç

Està situat damunt del poble de Vilac i dista de Vielha uns cinc quilòmetres, poc més de 4 minuts per una carretera que va serpentejant per la falda de la muntanya anomenada la Solana de Vilac i que ofereix unes impressionants vistes del massís rocós del Pòrt de Vielha, situat damunt del túnel Joan Carles I, més conegut com a túnel de Vielha.
Actualment, Mont té uns 28 habitants durant l'any tot i que en temporada alta la seva població augmenta considerablement degut a la proliferació de segones residències, tot i que la pressió urbanística no hi ha fet encara gaire estralls. En destaca l'església de Sant Laurenç, una de tantes esglésies romàniques que hi ha a la Vall d'Aran.
Mont ofereix als seus vilatans i visitants unes de les millors vistes de la Vall. El gran nombre d'hores d'insolació que rep gràcies a la seva situació privilegiada li permet rebre els darrers rajos de sol fins que aquest s'amaga darrere les muntanyes limítrofs amb França.

## Llocs d'interès
Mont és punt de partida de nombroses excursions a peu i en tot terreny. Destaca com indret de remarcable singularitat Era Cabana deth Batlle, que està situada a 35 minuts caminant en direcció nord-est des de Mont, molt a prop deth Arriu Salient i que ofereix a l'excursionista excepcionals vistes de la vall i un silenci absolut.
Des de la veïna localitat de Vilac es pot accedir amb vehicle de muntanya (no transitable en ple hivern a causa de la neu) al mirador situat damunt de Vielha des d'on s'albira tota el Mijaran i el Naut Aran. Seguint la pista forestal es pot accedir, no sense caminar uns minuts, al cim del Bonh de Garós, que ens obsequia amb unes vistes del Malh Blanc, el port de Vielha, l'Aneto i els cims que l'envolten, sempre nevats.
Una altra opció és fer l'excursió al veí poble de Montcorbau, situat a un quilòmetre de distància a través del corriol que els uneix i que sense massa desnivells ens duu, en uns 20 minuts, a un bonic poblet de bellesa i tranquil·litat comparable a Mont.
També es pot visitar l'església de Sant Llorenç, on es troba una pica baptismal romànica.